# Pouso Redondo
Pouso Redondo é um município brasileiro do estado de Santa Catarina. Localiza-se a uma latitude 27º15'29" sul e a uma longitude 49º56'02" oeste, estando a uma altitude de 354 metros. Sua população está em torno de 16.424 habitantes (IBGE 2015).
Possui uma área de 363,91 km². Pouso Redondo foi eleito a melhor produtora de tijolos do Brasil.[carece de fontes?]
Fica localizado na Microrregião de Rio do Sul, no Alto Vale da bacia hidrográfica do Rio Itajaí-Açu, a 264 km de Florianópolis, próxima às cidades de Taió, Trombudo Central, Braço do Trombudo, Agronômica, Agrolândia, Rio do Sul e Rio do Oeste.
Tem como principais atividades econômicas a agricultura (arroz e pecuária leiteira) e indústria cerâmica. Colonização de maior representação na região tem origem entre alemães e italianos.

## Toponímia
O nome de Pouso Redondo deveu-se do fato de, no século XIX, ter sido um local de passagem de tropas de gado conduzido pelos tropeiros que saíam da região dos campos de Lages, Curitibanos e do Rio Grande do Sul, descendo a serra para Ibirama, Blumenau e Itajaí.
O lugar acabou tornando-se parada obrigatória para esses viajantes, pelo fato de estar a meio caminho dos campos serranos e da região litorânea, pois o descanso das tropas era levado muito a sério, e durante a viagem as paradas deveriam ser feitas a uma distância regular para não comprometer a tropilha.
Enquanto o gado descansava, os tropeiros organizavam o lugar de pouso, tomavam chimarrão, preparavam o arroz de carreteiro, o churrasco e o revirado que traziam para alimentação.
Desse local de pouso, de forma arredondada, surgiu o topônimo de Pouso Redondo. A pequena vila que ali se formou com esse nome estava aproximadamente 2,5 km da atual cidade. Onde hoje está a cidade, formou-se uma pequena vila que levou o nome de "Barreira", pois na segunda metade da década de 20, o Governo do Estado ordenou que ali fosse criada uma barreira para arrecadação de tributos, pois consistia uma passagem obrigatória para quem tomasse direção à Serra ou ao Litoral. Com o passar dos anos, o crescimento habitacional foi maior na barreira, atraindo para ali a sede do distrito criado em 1933 com o nome de Pouso Redondo.

## História[carecede fontes?]
A partir de relações políticas e econômicas entre o Brasil e as repúblicas alemãs de Bremen, Luebeck e Hamburgo, contribuíram para a colonização do sul do Brasil. Dos interesses em comum, surgiram na Alemanha as companhias de imigração como a "Sociedade de Amparo ao Imigrante Alemão no Sul do Brasil", que promoveram imigração em massa de alemães ao Brasil. E em nome dessa sociedade que o Dr. Otto Blumenau chegou ao Brasil, financiado por um grupo Hamburguês, que lhe garantiu a devolução das despesas de viagem, e um bom ordenado mensal, para fazer um levantamento geral sobre a imigração e transferência de europeus na região, bem como prestar informações sobre os meios de transporte, preços dos gêneros e sistema de comércio locais. Em meados de 1850, a firma Christian Mathias Schroeder & Co, enviou um de seus veleiros, com imigrantes para se instalarem às margens do Rio Itajaí. A imigração se intensificou graças a crise na Alemanha. No início do Século XIX, o bandeirante Dias Velho alcançou as terras onde se localiza o município de Pouso Redondo, mas a região - situada no Alto Vale do Itajaí e que ocupa parte da Serra Geral - só foi colonizada em 1893, quando Hermann Blumenau mandou até lá Augusto Peters, com a missão de construir uma linha telegráfica até o planalto de Lages. Em 1902, chegaram Leopoldo Knoblauch e Gotlieb Reif, que desde 1885 era dono das terras, recebidas por serviços prestados ao governo. O nome Pouso Redondo veio com os tropeiros que levavam gado do Planalto Serrano para a região de Blumenau.
Lugar de passagem das tropas de gado conduzidas por tropeiros, servia como ponto de parada obrigatória para descanso e pouso das tropas. Enquanto o gado pastava, tomavam água e descansavam, os tropeiros organizavam o lugar de pousa numa clareira de forma arredondada circulares onde hoje se situa o trevo de acesso à Taió. Desse local nasce ?Pouso Redondo?.
Visitado por tropeiros desde 1850, somente em 1894 Hermann Blumenau teve a ideia de colonizá-lo, para tanto enviou para a região a família do pioneiro Alemão Augusto Peters com a missão de construir uma linha telegráfica até o planalto de Lages que estabeleceu-se em Pouso Redondo e construiu a primeira casa e tornou-se dono de algumas terras. Em 1902 vieram vizinhar as famílias dos senhores Leopoldo Knoblauch e Gottlieb Reif, que já era dono de parte das terras desde o ano de 1885 por empreiteiras ao governo Estadual, mais tarde outras famílias chegaram e fizeram a história do município, dentre essas os húngaros, os poloneses e mais tarde os italianos.
A sede do município teve início com estalagens que davam apoio logístico aos tropeiros. Como entreposto comercial o lugar foi crescendo até que o Governo Estadual percebeu a importância, e criou no local em 1928 uma barreira para arrecadação de tributos.
A primeira Escola Pública de Pouso Redondo é da sede do Distrito Criada em 1º março de 1932, hoje Escola de Educação Básica Arno Sieverdt.
Em 9 de Abril de 1933 pelo Decreto nº 332/33 é feita a instalação do Distrito de Pouso Redondo pertencente a Rio do Sul. No ano de 1958 pela LEI Nº 348 Pouso Redondo passa a condição de município no dia 23 de Julho do corrente ano.
O primeiro prefeito, senhor Artur Claudino dos Santos, no ano de 1958, foi nomeado pelo Governador do Estado, Heriberto Hulse, já em 1959 tomou posse o primeiro prefeito eleito, na pessoa do senhor Querino Ferrari.
Em 22 de novembro de 1963, é criado o distrito de Aterrado Torto e anexado ao Município de Pouso Redondo pela Lei Estadual nº 939.
Pela Lei Estadual nº 525, de 5 de maio de 1981, o distrito de Aterrado Torto passou a denominar-se Aterrado.

## Dados sobre o município
Prefeito: Oscar Gutz 
Vice-Prefeito: Ruy Marcos Fritsche 
Presidente da Câmara: Samuel Francisco da Rocha
Vice-presidente: Sergio Reif 
Secretaria Regional: Taió 
Associação de Municípios: AMAVI 
Gentílico: Pousoredondense 
Dada de Emancipação Política: 23 de julho de 1958 
Data de comemoração: 23 de Julho 
Principais atividades econômicas: Agricultura, Indústrias Cerâmica e Moveleira e comércio.
IDH: 0,786 (fonte: PNUD / 2000) 
PIB: A preços correntes (1.000 R$) - (fonte: IBGE)
2004 = 151.059
2005 = 153.694
2006 = 162.740
2007 = 178.400
2008 = 218.463 - Per capita R$ 15.269,69 - (fonte: IBGE)
Coeficiente FPM: 1 (fonte: STN / 2009)
Índice ICMS: 0.21811 (fonte: SEF - SC / 2009)
Fuso Horário: UTC-3 
Censo Demográfico 2000: 12.203 habitantes (fonte: IBGE) 
Contagem de População 2007: 13.722 habitantes (fonte: IBGE) 
Censo Demográfico 2010: 14.810 habitantes (fonte: IBGE)
População estimada 2016: 16.692 (fonte: IBGE)
Homens: 7.504
Mulheres: 7.306
População Urbana: 9.024
Homens: 4.476
Mulheres: 4.548
População Rural: 5.786
Homens: 3.028
Mulheres: 2.758
Eleitores: 10.847 (fonte: TRE-SC 2012)

## Características do município
O município de Pouso Redondo está situado na região do Alto Vale do Itajaí, galgada parte da Serra Geral a 249 km de Florianópolis (capital do Estado) na zona subtropical a 27º 15' 29'' de Latitude Sul e a 49º 56' 02'' de Longitude Oeste e numa altitude de 354 Metros acima do nível do mar.
Possui uma área total de 362,4 km² , sendo que 25 km² são área Urbana e 337,4 km², área Rural (fonte: IBGE). O clima é mesotérmico úmido com verão quente, apresentando temperatura média anual é de 18, 4 °C, com máxima de 36 °C e mínima de 6 °C e precipitação total anual de aproximadamente 1.300 milímetros.
O município é banhado pelo Rio das Pombas numa extensão de 26,6 km e rio Pombinhas, extensão de 16,1 km. O relevo é constituído de superfícies planas, onduladas e montanhosas, pertencente a bacia superior do rio Itajaí e Serra Geral, trecho central, degraus em camadas, com denudação periférica.
O solo possui fertilidade e textura variáveis de acordo com a origem desses sedimentos, predominando neles a fração silte, ocorrem em relevos planos e suave ondulados próximos aos rios. Em outra extensão o solo possui baixa fertilidade, de textura normalmente argilosa e em relevo forte ondulado e montanhoso.
O Município limita-se: 
- ao norte com os municípios de Rio do Oeste, Mirim Doce e Taió; 
- ao sul com os municípios de Otacílio Costa e Trombudo Central; 
- ao oeste com o município de Ponte Alta; 
- ao leste com os municípios de Trombudo Central e Braço do Trombudo.
Temos ainda os seguintes bairros/localidades: Alto Paleta, Alto Pombinhas, Alto Rio de Traz, Arno Siewerdt, Arroio Grande, Aterrado, Barra do Aterrado, Barro Branco, Boa Vista, Boa Vista 2, Centro, Corruchel, Ervinha, Fachinal, Independência, Lageado Grande, Leopoldo Mees (antiga Fadel), Paleta, Pinheiro, Pombinhas, Pouso da Caixa, Progresso, Ribeirão Vassoura, Rio das Pombas, Rio de Traz, Saltinho, Salto Pombinhas, Santa Isabel, Santa Rita, São Bernardo, São Miguel, Serra Azul, Serra do Aterrado, Serra dos Ilhéus, Serra Grande, Sitio Peters, Sumidor, Taquaroçu, Vila Adelaide, Vila Planalto.
Colonização de maior representação na região tem origem entre alemães e italianos. População está em torno de 14.810 habitantes e 10.847 eleitores.

## Divisão territorial

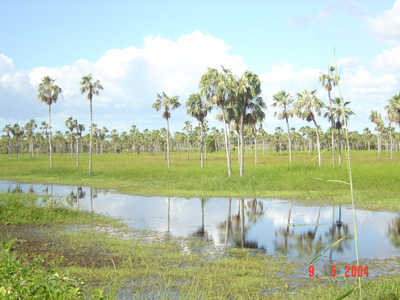
Paisagem típica de Pouso Redondo no Bairro rio de Traz

Pouso Redondo conta com 28 Bairros:
| - Alto Paleta - Alto Pombinhas - Arno Siewerdt - Arroio Grande - Aterrado - Boa Vista - Boa Vista 2 - Centro - Corruchel - Leopoldo Mees | - Independência - Lageado Grande - Pinheiro - Pombinhas - Pouso da Caixa - Progresso - Rio das Pombas - Rio de Traz - Rio Novo | - Rio Pombinhas - Saltinho - São Bernardo - Serra do Aterrado - Serra dos Ilhéus - Sítio Peters - Sumidor - Vila Adelaide - Vila Planalto. |